# Jefferson (Oregon)
Jefferson (korábban Conser’s Ferry) az Amerikai Egyesült Államok északnyugati részén, Oregon állam Marion megyéjében elhelyezkedő város, a salemi statisztikai körzet része. A 2020. évi népszámlálási adatok alapján 3327 lakosa van.

## Története
A település névadója Jacob S. Conser kompüzemeltető, a közeli Santiam City postájának vezetője; az Oregon Route 164 Santiam folyón átívelő hídja az ő nevét viseli. A Jefferson Intézet 1861-es megnyitásakor a települést átnevezték.
2017-ben egy területfejlesztési vita miatt a polgármestert visszahívták, három képviselő pedig lemondott.

## Éghajlat
A város éghajlata mediterrán (a Köppen-skála szerint Csb).

## Népesség
A 2010-es népszámláláskor a városnak 3098 lakója, 1057 háztartása és 820 családja volt. A népsűrűség 1395,5 fő/km2. A lakóegységek száma 1119, sűrűségük 504,1 db/km2. A lakosok 83,8%-a fehér, 0,2%-a afroamerikai, 1,7%-a indián, 0,5%-a ázsiai, 0,3%-a a Csendes-óceáni szigetekről származik, 9,6%-a egyéb, 3,9%-a pedig kettő vagy több etnikumú. A spanyol vagy latino származásúak aránya 19,2% (   )
A háztartások 44,3%-ában élt 18 évnél fiatalabb. 59,5% házas, 13,3% egyedülálló nő, 4,7% egyedülálló férfi, 22,4% pedig nem család. 16% egyedül élt; 6,7%-uk 65 éves vagy idősebb. Egy háztartásban átlagosan 2,93 személy élt; a családok átlagmérete 3,27 fő.
A medián életkor 32 év volt. A város lakóinak 30,5%-a 18 évesnél fiatalabb, 8,1% 18 és 24 év közötti, 29,3%-uk 25 és 44 év közötti, 22,8%-uk 45 és 64 év közötti, 9,4%-uk pedig 65 éves vagy idősebb. A lakosok 48,7%-a férfi, 51,3%-a pedig nő.

## Közigazgatás
A képviselő-testület a két évre választott polgármesterből és a négy évre választott hat fő képviselőből áll.

## Oktatás
A város iskoláinak fenntartója a Jeffersoni Tankerület. A legújabb intézmény 2019-ben nyílt meg.

## Nevezetes személyek
- Carol Menken-Schaudt, kosárlabdázó[11]
- Frederick Steiwer, szenátor[12]
- Jeff Gilmour, képviselő[13]

## Fordítás
- Ez a szócikk részben vagy egészben  a   Jefferson, Oregon című angol Wikipédia-szócikk ezen változatának fordításán alapul.  Az eredeti cikk szerkesztőit annak laptörténete sorolja fel. Ez a jelzés csupán a megfogalmazás eredetét és a szerzői jogokat jelzi, nem szolgál a cikkben szereplő információk forrásmegjelöléseként.